# Minuscule (manga)
Pour les articles homonymes, voir Minuscule.
Minuscule (ハクメイとミコチ, Hakumei to mikochi) est un seinen manga de Takuto Kashiki, prépublié dans le magazine Fellows! puis Harta et publié par l'éditeur Enterbrain en cinq volumes reliés sortis entre janvier 2013 et janvier 2017. La version française est éditée par Komikku Éditions depuis 2015.
Une adaptation en série télévisée d'animation produite par le studio Lerche fut diffusée de janvier à mars 2018,,,.

## Synopsis
Se déroulant dans une forêt où cohabitent de minuscules créatures humanoïdes et des animaux parlants, l'histoire suit la vie quotidienne de deux petites femmes qui habitent dans un arbre.

## Personnages
Hakumei (ハクメイ)
Voix japonaise : Risae Matsuda
Une des deux protagonistes de l'histoire. C'est une fille énergique au cheveux rouges. Ancienne sans-abri, elle emménage avec Mikochi dans la ville de Makinata. C'est une artisane très douée, qui a la fâcheuse tendance d’entraîner les autres dans des situations dangereuses.
Mikochi (ミコチ)
Voix japonaise : Shino Shimoji
La deuxième protagoniste de l'histoire. C'est une fille aux cheveux noirs très respectée pour sa cuisine. Elle prépare des plats et des objets qu'elle vend dans une boutique voisine.
Konju (コンジュ)
Voix japonaise : Aoi Yūki
Une chanteuse qui devient l'amie de Mikochi.
Sen (セン)
Voix japonaise : Chika Anzai
Une chercheuse qui anime des squelettes pour travailler pour elle.
Iwashi (イワシ)
Voix japonaise : Masaya Matsukaze
Une belette, la supérieure de Hakumei.
Maître Kobone
Voix japonaise : Megumi Ogata
La patronne d'un café fréquenté par Hakumei et Mikochi.

## Manga

### Liste des volumes
| no | Japonais        | Japonais          | Français          | Français          |
| no | Date de sortie  | ISBN              | Date de sortie    | ISBN              |
| -- | --------------- | ----------------- | ----------------- | ----------------- |
| 1  | 15 janvier 2013 | 978-4-04-728634-4 | 12 février 2015   | 978-2-37287-004-7 |
| 2  | 14 janvier 2014 | 978-4-04-729394-6 | 15 mai 2015       | 978-2-37287-019-1 |
| 3  | 15 janvier 2015 | 978-4-04-730154-2 | 22 octobre 2015   | 978-2-37287-050-4 |
| 4  | 15 janvier 2016 | 978-4-04-730926-5 | 22 septembre 2016 | 978-2-37287-138-9 |
| 5  | 14 janvier 2017 | 978-4-04-734413-6 | 12 octobre 2017   | 978-2-37287-244-7 |
| 6  | 15 janvier 2018 | 978-4-04-734820-2 | 15 novembre 2018  | 978-2-37287-361-1 |
| 7  | 15 janvier 2019 | 978-4-04-735337-4 | 10 septembre 2020 | 978-2-37287-464-9 |
| 8  | 14 janvier 2020 | 978-4-04-735786-0 | 10 décembre 2020  | 978-2-37287-548-6 |
| 9  | 15 janvier 2021 | 978-4-04-736272-7 | 31 mars 2022      | 978-2-37287-592-9 |
| 10 | 15 janvier 2022 | 978-4-04-736762-3 | 24 novembre 2022  | 978-2-37287-649-0 |
| 11 | 15 janvier 2023 | 978-4-04-737172-9 | 31 août 2023      | 978-2-37287-709-1 |

## Anime
Une adaptation en anime de 12 épisodes a été diffusée du 12 juin au 30 mars 2018. Produit par le studio Lerche, la série a été réalisée par Masaomi Andō. L'opening intitulé urar est interprété par Chima, tandis que le thème du générique de fin intitulé Harvest Moon Night est interprété par les voix japonaises de Mikochi (Shino Shimoji) et de Konju (Aoi Yūki). Chaque générique de fin a ses propres paroles liées à l'intrigue de l'épisode.

### Liste des épisodes
| No | Titre                                                                | Titre original                                                                                         | Date de 1er diffusion |
| -- | -------------------------------------------------------------------- | --- | --------------------- |
| 1  | Yesterday's Dark Red / Marketplace Shanty                            | きのうの茜 / 舟歌の市場 Kinō no Akane / Funauta no Ichiba                                              | 12 janvier 2018       |
| 2  | The Two Songstresses / The Glass Lamp / A Cup of Coffee              | ふたりの歌姫 / ガラスの灯 / 一服の珈琲 Futari no Utahime / Garasu no Akari / Ippuku no Kōhī            | 19 janvier 2018       |
| 3  | Starlit Sky and Ponkan / Work Day                                    | 星空とポンカン / 仕事の日 Hoshizora to Ponkan / Shigoto no Hi                                          | 26 janvier 2018       |
| 4  | Work Day 2 / Horned Owls and Old Tales                               | 仕事の日2 / ミミズクと昔話 Shigoto no Hi 2 / Mimizuku to Mukashibanashi                                | 2 février 2018        |
| 5  | The Association's Work Site / Large Stones and Joint Stones          | 組合の現場 / 大岩と飼い石 Kumiai no Genba / Ōiwa to Kai Ishi                                           | 9 février 2018        |
| 6  | The Egg Beautician / A Day Off / The Egg Beautician - Day 2          | 卵の美容師 / 休みの日 / 卵の美容師 - 別の日 Tamago no Biyōshi / A Day Off / The Egg Beautician - Day 2 | 16 février 2018       |
| 7  | A Ladder in the Tree / The Metropolitan Lifestyle / Photo of a Smile | 樹上の梯子 / 都会的な生活 / 笑顔の写真 Jujō no Hashigo / Tokai-tekina Seikatsu / Egao no Shashin       | 23 février 2018       |
| 8  | A Long Day                                                           | 長い一日 Nagai Ichinichi                                                                               | 2 mars 2018           |
| 9  | Rhythm of the River Bottom / Dry Goods of the Stubborn               | 水底のリズム / 凝り性の染め物 Minasoko no Rizumu / Korishō no Somemono                                 | 9 mars 2018           |
| 10 | Hot Bamboo Bath / Daikon and Pipes                                   | 竹の湯 / 大根とパイプ Take no Yu / Daikon to Paipu                                                     | 16 mars 2018          |
| 11 | Overnight Train / Rain and Tenkara                                   | 夜越しの汽車 / 雨とテンカラ Yorugoshi no Kisha / Ame to Tenkara                                        | 23 mars 2018          |
| 12 | Memory of Dark Red Hair                                              | 紅髪の記憶 Kurenai kami no kioku                                                                       | 30 mars 2018          |

## Influences
L'auteur confie avoir été notamment inspiré par les livres illustrés de la série Foxwood Tales de Brian Paterson (en) et de La Famille Souris de Kazuo Iwamura.